# Lotaringia
La Lotaringia (dal latino Lotharii Regnum, "Regno di Lotario"; Lorena se si usa la forma "alla francese") è il territorio di cui fu re Lotario II, figlio dell'Imperatore Lotario I, e che assunse tale toponimo a causa della sua scarsa omogeneità geografica.
La regione era delimitata a settentrione dal Mare del Nord, a occidente dai fiumi Saona, Mosa e Schelda, ad oriente dalla linea che congiunge la foce dell'Ems alla città di Wesel (nei pressi della confluenza fra Reno e Mosella) e quindi dal fiume Reno fino alla confluenza con l'Aar. A meridione la zona era delimitata dalla catena del Giura e dal fiume Aar.

## Storia

### Regno di Lotaringia (855-922)
Il trattato di Verdun dell'843 stabilì il modo in cui, secondo le consuetudini franche, sarebbe stato ripartito l'Impero carolingio tra i tre figli superstiti di Ludovico il Pio: le aree di influenza di Carlo il Calvo e di Ludovico II il Germanico all'interno dell'Impero carolingio. Il resto del territorio rimase a Lotario I, il quale mantenne la dignità imperiale. La parte di quest'ultimo comprendeva il Regno d'Italia, il Regno di Borgogna e la parte dell'Austrasia compresa tra la Frisia e la Borgogna. Successivamente egli spartì il suo territorio, concedendo altre corrispondenti dignità regali, ai suoi tre figli: al primogenito Ludovico II consegnò il Regno d'Italia, a Carlo spettò la Provenza, mentre Lotario ricevette l'area fra la Frisia e la Borgogna che divenne nota in Latino come "Lotharii Regnum" e quindi come Lotaringia.
Araldicamente Lotario è noto con il nome di Lotario II, in quanto il primo Re di Lotaringia viene tradizionalmente considerato il padre Lotario, sebbene questi non avesse assunto mai tale titolo.
Dopo la morte di Lotario II (869), il trono rimase vacante in mancanza di successori legittimi. Carlo il Calvo entrò con il suo esercito e si fece incoronare a Metz come suo successore. Il fratello Ludovico il Germanico era intenzionato a prendere possesso di quei territori e contestò la successione. I due si accordarono con il trattato di Meerssen (870) con il quale a Carlo venne assegnata la parte occidentale e il titolo regale, mentre a Ludovico spettò la parte orientale.
Alla morte di Carlo (877), l'accordo venne confermato fra il successore di quest'ultimo, Luigi il Balbo, e Ludovico il Giovane, che tra i figli di Ludovico il Germanico era quello che ebbe assegnata l'amministrazione della parte orientale dei territori. Nell'879, alla morte del Re dei Franchi occidentali, i grandi feudatari della parte occidentale preferirono Ludovico il Giovane ai due figli di Luigi (Luigi III e Carlomanno), che tuttavia tentarono di contrastare l'ascesa del rivale.
Il trattato di Ribemont (880) assegnò la parte occidentale a Ludovico il Giovane: da quel momento il titolo regale fu strettamente legato ai Re di Germania, tranne una breve parentesi in cui alla morte di Ludovico IV il Fanciullo, i grandi feudatari preferirono eleggere il Re dei Franchi occidentali Carlo il semplice.
Il termine Lotaringia si corruppe in Lorena (Lothringen in tedesco) al principio del X secolo.

### Ducato di Lotaringia (900-959)
Il giovane re dei Franchi Orientali, Ludovico il Fanciullo nel 903 nominò Gebeardo al ruolo di duca di Lotaringia. Il titolo venne ricordato all'epoca in latino come dux regni quod a multis Hlotharii dicitur: "duca di quello che molti chiamano 'regno di Lotario'". Gebeardo morì nel 910 combattendo gli ungheresi invasori.
Quando il non carolingio Corrado I di Germania venne eletto re dei Franchi Orientali nel 911, i nobili della Lotaringia sotto il governo del nuovo duca Reginardo votarono per unire il loro ducato alla regno dei Franchi Occidentali, governata sempre dalla dinastia carolingia. Nel 915 Carlo lo ricompensò concedendogli il titolo di margravio. Reginardo venne succeduto da suo figlio Gilberto che utilizzò il titolo di dux Lotharingiae: "duca di Lotaringia".
Quando i franchi occidentali deposero Carlo il Semplice nel 922, questi rimase re di Lotaringia, da dove tentò di riconquistare il suo regno nel 923. Venne catturato e posto in prigionia sino alla sua morte nel 929. Nel 923 re dei Franchi Orientali Enrico l'Uccellatore sfruttò tale opportunità per invadere la Lotaringia (tra cui l'Alsazia). Nel 925 i lotaringi sotto Gilberto elessero Enrico l'Uccellatore a loro sovrano. Nel 930 la lealtà di Gilberto venne ricompensata ed egli ricevette la prestigiosa mano della figlia di Enrico, Gerberga.
Alla morte di Enrico nel 936 Gilberto si ribellò e tentò di scambiare l'alleanza della Lotaringia coi franchi occidentali, dal momento che il loro re Rodolfo era debole ed avrebbe interferito negli affari locali. Nel 939 il figlio e successore di Enrico, Ottone I del Sacro Romano Impero, invase la Lotaringia, e nella battaglia di Andernach sconfisse Gilberto che annegò tentando di attraversare il Reno.
I duchi di Lotaringia vennero quindi nominati direttamente dai sovrani. Enrico I di Baviera fu duca per due anni, seguito nel 941 dal duca Ottone che nel 944 venne seguito da Corrado. La Lotaringia venne relegata ad un ducato minore, con un'identità meramente politica.
Il re dei Franchi Occidentali Luigi IV tentò di avanzare dei diritti sulla Lotaringia sposando la vedova di Gilberto nonché sorella di Ottone, Gerberga. In cambio, Ottone accettò l'omaggio degli aristocratici occidentali Ugo il Grande e Erberto II di Vermandois ad Attigny nel 942. Il debole Luigi IV non ebbe altra scelta che accordarsi con Ottone per continuare a mantenere la sovranità sulla Lotaringia. Nel 944 il regno dei Franchi Occidentali invase la Lotaringia, ma ritrattò dopo che Ottone I rispose con la mobilitazione di un grande esercito al comando del duca Ermanno I di Svevia.
Nel 953 il duca Corrado si ribellò a Ottone I, venne rimosso dalla sua posizione e rimpiazzato dal fratello di Ottone, Bruno il Grande che alla fine riuscì a pacificare la Lotaringia nel 959 dividendola in Lotharingia superior sotto il governo di Federico I e Lotharingia inferior sotto Goffredo I.

## Elenco dei sovrani

### Re di Lotaringia
- Lotario I (843 – 855), imperatore
- Lotario II (855 – 869)
- Ugo (869 – 895), pretendente
- Carlo I (869 – 877), imperatore
- Luigi I (877 – 879), re dei Franchi Occidentali
- Ludovico II (879 – 882), re dei Franchi Orientali
- Carlo II (882 – 887), imperatore
- Arnolfo (887 – 895), imperatore
- Sventibaldo (895 – 900)
- Ludovico III (900 – 911), re dei Franchi Orientali
- Carlo III (911 – 922), re dei Franchi Occidentali
- Enrico (922 – 936), re dei Franchi Orientali

Da quel momento il titolo regale fu associato ai Re di Germania.

### Duchi di Lotaringia
- Gebeardo (903 – 910)
- Reginardo (910 – 915)
- Gilberto (925 – 939)
- Enrico (939 – 940)
- Ottone (940 – 943)
- Corrado (943 – 953)
- Bruno (953 – 965)

Nel 959, la Lotaringia venne divisa in due province: Alta e Bassa Lotaringia, entrambe concesse a dei margravi o vice-duchi sotto il governo di Bruno. Alla morte di Bruno, nel 965, la Bassa Lotaringia, il cui margravio era appena morto, rimase vacante sino al 977. In quell'anno Carlo, figlio minore di Luigi IV d'Oltremare, venne nominato Duca della Bassa Lotaringia e Federico I venne elevato al rango di Duca dell'Alta Lotaringia. I due ducati rimasero separati eccetto per un breve periodo tra il 1033 ed il 1044.